# 귀복

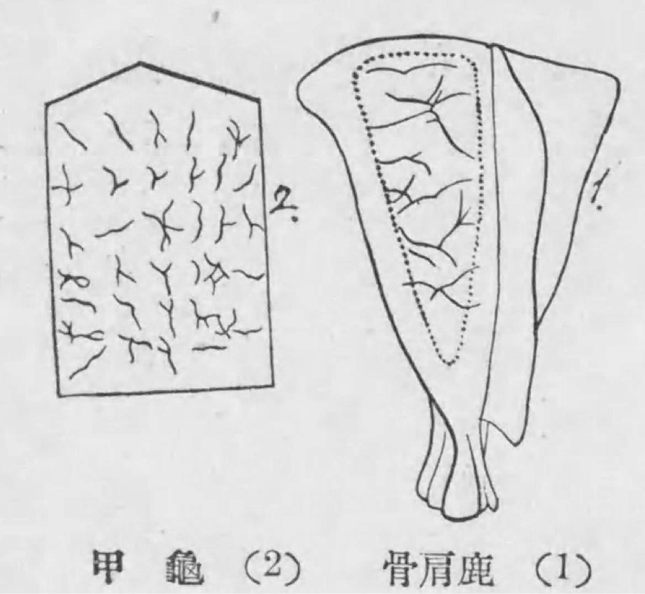
귀복(龜卜)에 씐 거북 배딱지 [왼쪽 ("甲龜 (2)")]과 후토마니(太占)에 씐 사슴 어깨뼈 [오른쪽 ("骨肩鹿 (1)")].

귀복(龜卜)은 거북 배딱지를 씀으로 하는 점복의 일종이다. 거북 배딱지를 가열하여 날 균열 형상으로 보아 점친다.

## 개요
점복을 위해서 쓸 거북 배딱지는 건조시켜 엷게 가공한 것이다. 배딱지에 상처나 구멍을 낸 곳에 태운 '하하카 나무(波波迦木)'(일본귀룽나무) 혹은 '하하키(箒)'(벚나무 등의 나무쪽)을 밀어붙여 난 균열 형상으로 길흉으나 방위에 대하여 점친다. 배딱지 자체를 굽기는 하지 않다.
이 기원은 고대 중국에 있고 상나라 때에 활발하게 행해졌다. 점복 결과 등을 새긴 것이 갑골 문자(甲骨文字)이다. 한나라 때에는 쇠퇴하기 시작했고 당나라에 이르렀으니 복관(卜官 : 궁중에서 점복을 관장하는 관직)조차 끊였다. 일본으로는 나라 시대에 전래됐다. 궁중에 관한 점복으로는, 이 때까지 꽃사슴 어깨뼈가 쓰여 행해지고 있던 후토마니(太占)가 귀복(龜卜)으로 바뀌었다.
당시 지배층은 쓰시마국(對馬國)·이키국(壹岐國)·이즈국(伊豆國)에 있던 우라베(卜部)들을 신기관(神祇官) 관할하로 조직하고 귀복 실시와 그 기술 전승을 하게 했다. 우라베의 기술은 비사(祕事)였으며 또 구전였으니 재료(거북의 종류나 배딱지의 부위 등)나 기술에 대하여 아직 해명할 수 없는 부분도 많다.
귀복(龜卜)은 21세기인 오늘날에도 궁중 행사나 각지 신사의 의식에서 실시되고 있다. 궁중 행사에서는 대상제(大嘗祭)에서 사용하기 위하는 벼와 조의 채취할 땅의 방위('유키의 나라'(悠紀の國)와 '수키의 나라'(主基の國))를 결정할 때에 쓰인다. 2019년(레이와 원년) 5월 13일에 황거(皇居) 궁중 삼전(宮中三殿)에서 '재전 점정의 의식(齋田點定の儀)'이 실시됐다. 2018년에 행해진 준비 작업에서는 도쿄도 오가사와라촌에서 푸른바다거북 배딱지가 조달됐다.。

## 같이 보기
- 갑골 문자(甲骨文字)
- 신찬귀상기(新撰龜相記)